# رابح بلعيد
رابح بلعيد (20 نوفمبر 1927 بومدفع بولاية عين الدفلى - 12 يناير2014 باتنة) مؤرخ وأكاديمي جزائري ومناضل سياسي أثناء الثورة التحريرية الجزائرية.

## النشأة
الدكتور رابح بلعيد (1927-2014) مؤرخ جزائري من مواليد 20 نوفمبر 1927 بوادي السبت، بلدية بومدفع بولاية عين الدفلى من عائلة فقيرة امتهنت الفلاحة، حيث قام برعي الغنم٫ سافر سنة 1939 مع اخوه محمد إلى الجزائر العاصمة قصد البحث عن لقمة العيش فاشتغل مساحا للأحذية، عند إنزال الحلفاء بالجزائر في الثامن من نوفمبر 1942 أخذه الأمريكيون ليمسح أحذيتهم.
تشاجر في أحد الأيّام مع فرنسي بسبب إهانته له فزجّ به في السجن وهو في عمر 16 عاما، وبعد ثلاثة أشهر حوّلوه إلى سجن وهران لكنه استطاع الفرار والاختباء في سفينة ليهجر الجزائر في 20 أكتوبر 1944، كان يضن ان السفينة ستبحر في اليوم التالي لكنها مكثت بالميناء
20 يوما اخرى٫ وكانت له جحيما، تعرّف على متن السفينة على أمريكي علمه اللّغة
الإنجليزية بينما كانت السفينة تبحر إلى مدينة ليفورنو الإيطالية، حيث اقام بها سنتين رفقة
الأمريكي.
ثمّ ركب باخرة متّجهة إلى نيويورك ولما وصلها لم يجد اين يقيم فانضم إلى البحرية التجارية
فاشتغل بها طبّأخا لستّ سنوات، وكان حينها يشتري الكتب ويراسل المؤسسات التعليمية
الأمريكية· إلى أن تحصل على اإقامة الدائمة في هاواي في الأول من يناير عام 1953.

## الدراسة
التحق سنة 1953 بجامعة سان فرانسيسكو، وكانت أوّل مرّة يجلس فيها على مقعد دراسي حيث كان عمره 25 سنة، وبعد أربع سنوات من الدراسة وبالتحديد يوم 23 أغسطس 1957 تخرّج منها بشهادة الليسانس في العلوم السياسية والعلاقات الدولية·
تحصل على شهادة الماجستير في العلوم السياسية من جامعة القاهرة سنة 1976، التي أشرف على مناقشتها بطرس بطرس غالي الأمين العام السابق للأمم المتحدة. ثم على دكتوراه الدولة في نفس الاختصاص ومن نفس الجامعة عام 1990.

## النشاط السياسي
ناضل رابح بلعيد في جبهة التحرير الوطني من 1954-1962 حيث كانت له خلال دراسته في الجامعة (في الولايات المتحدة الأمركية) اتّصالات مع وفد حركة انتصار الحريات الديمقراطية بالقاهرة وعلى رأسهم محمد خيضر، أحمد بن بلة وحسين آيت أحمد· خيث طلب منه دماغ العتروس وعبد الحميد مهري المكوث في نيويورك لإستقبال وفد جزائري لعرض القضية الجزائرية امام هيئة الأمم المتحدة، وبسبب تأخر الوفد قام هو بذالك٫ حيث اكتشف ان مصالي الحاج هو أوّل من طرح ملف الجزائر على الأمم المتحدة باسم الحركة الوطنية الجزائرية. وقد كان له أثناء فترة دراسته في أمريكا نشاط سياسي مكثف وفعال في سعيه الدؤوب للتعريف بقضية الشعب الجزائري في سان فرانسيسكو ونيويورك بين المعاهد والكليات وصولا إلى هيئة الأمم المتحدة التي تمكن من مقابلة وفود بعض الدول المشاركة في جمعيتها العامة لإقناعهم بعدالة القضية وضرورة طرحها للنقاش كقضية تصفية استعمار وليست كشأن فرنسي داخلي، لأنها لم تكن أبدا كذلك.

### رسالة احتجاج لأيزنهاور
وجه بلعيد رسالة للرئيس الأمريكي دوايت أيزنهاور وإلى مندوب رئيس وفد الولايات المتحدة الأمريكية بالجمعية العمومية احتجاجا على معارضته إدراج قضية الجزائر في جدول أعمال الجمعية العمومية لهيئة الأمم المتحدة، وقد رد عليه المندوب هينري كابوت لودج بأن أمريكا ليست ضد تقرير مصير الشعب الجزائري، وإنما عارضت بسبب وحدة هيئة الأمم المتحدة بعد تهديد فرنسا بالانسحاب منها.

### العمل في الحكومة الجزائرية المؤقتة
رحل يوم 2 أغسطس 1958 إلى القاهرة في محاولة للدخول إلى الجزائر لكن دون جدوى، فاشتغل كمسؤول على القسم الإنجليزي في الحكومة الجزائرية المؤقتة من 1958 إلى 1962 بالقاهرة، وكان رئيس وفد الطلبة الجزائريين في القاهرة.
عيّنه الدكتور محمد الأمين دباغين مسؤول على أرشيف لجنة تحرير المغرب العربي وجبهة التحرير الوطني، حينها اكتشفت أن التاريخ الجزائري كلّه مزيّف (كما صرح بذلك). 

### العودة إلى الجزائر
دخل سنة 1962 إلى الجزائر، حيث كان نائب رئيس الشؤون الخارجية للإتحاد العام للطلبة المسلمين الجزائريين بين 1962-1963.
عاد بعد عامين إلى القاهرة لمواصلة الدراسة حيث نال شهادة الماجستير، ثم قرر بعد انقلاب 19 جوان 1965 ألاّ يعود إلى الجزائر بسبب معارضته للانقلاب – رغم خيانة أحمد بن بلة للشعب والأحزاب والمؤسسات السياسية، كما قال في لقائه مع جريدة اخبار اليوم بتاريخ 1 نوفمبر 2010- إضافة إلى الوضع السياسي المتردي.

## التدريس بالجامعة
بعد عودته إلى الجزائر انضم إلى قسم العلوم السياسية بـجامعة باتنة في ديسمبر 1980 حيث عمل استاذا جامعيا، حيث ناضل من اجل عقد مؤتمر حول الحركة الوطنية الجزائرية بقيادة مصالي الحاج. 
و الدكتور رابح بلعيد من المدافعين عن مصالي الحاج ولقد تم رفع دعوى قضائية ضده بسبب محاضرة ألقاها، والأدهى أن الشاكي المنظمة الوطنية للمجاهدين، وقد نال أحكاما كلها بالبراءة في هذه القضية.
آخر منصب تولاه البروفيسور رابح بلعيد هو استاذ محاضر بقسم العلوم السياسية بجامعة باتنة.

## وفاته
توفي يوم الأحد 12 يناير 2014 ، عن عمر يناهز 87 سنة إثر جلطة دماغية.

## مؤلفاته
الحركة الوطنية الجزائرية 1945- 1954م، أطروحة الماجستير.
- هوية الجزائر العربية الإسلامية -أطروحة الدكتوراه.
- فرحات عباس حصان طروادة الثورة الجزائرية -دراسة.
- الجذور التاريخية لظاهرة العولمة -دراسة.
- الصراع بين الحضارة الغربية والحضارة العربية الإسلامية -دراسة.
- فرنسا والعالم الإسلامي -دراسة.
- المذكرات.

### فيديوهات
- حصة الجليس لفضيل بومالة ضيف الحلقة الدكتور رابح بلعيد الجزء الأول تاريخ 07 ماي 1997 على يوتيوب.
- حصة الجليس لفضيل بومالة ضيف الحلقة الدكتور رابح بلعيد الجزء الثاني تاريخ 07 ماي 1997 على يوتيوب.